# Ефимов, Игорь Борисович
Игорь Борисович Ефимов (род. 16 сентября 1960, Тбилиси) — монакский шахматист, гроссмейстер (1992).
В составах сборных Италии и Монако участник 4-х Олимпиад (1998—2000 — за Италию; 2008—2010 — за Монако).
Чемпион Италии в 1997 и 1998 годах.

## Изменения рейтинга
| Графики недоступны из-за технических проблем. См. информацию на Фабрикаторе и на mediawiki.org. |